# 最愛の兄の旅立ちに寄せて
カプリッチョ「最愛の兄の旅立ちに寄せて」（イタリア語: Capriccio sopra la lontananza del fratello dilettissimo）変ロ長調 BWV 992は、ヨハン・ゼバスティアン・バッハの作曲したクラヴィーア曲。バッハの初期の作品としては特に有名である。
作曲の時期は、バッハの長兄で音楽家であったヨハン・ヤーコプが、スウェーデン王カール12世に随行するため旅立ったころ（1703年、あるいは1704年）と考えられている。ただし作曲の経緯については異論もあり、クリストフ・ヴォルフが題名の解釈の余地を示唆するように、バッハの親しい友人やバッハ自身の「別離」("lontananza")をあらわしている可能性もある。

## 楽曲構成
全6楽章からなり、演奏時間は約11分。各楽章には標題的な題名が付けられており、ヨハン・クーナウが1700年に発表した「聖書ソナタ」("Musicalische Vorstellung einiger biblischer Historien")からの影響が指摘されている。作品の中心となる第3曲のラメントは、繰り返される半音下降の旋律による一種のパッサカリアであり、第2曲と第6曲はフーガで書かれている。第5曲や、第6曲の対位（第5小節-）には郵便ラッパ（ポストホルン）の模倣が聴かれる。
1. アリオーソ、旅を思いとどまらせようとする友人たちのやさしい言葉　(Adagio) Arioso. Ist eine Schmeichelung der Freunde, um denselben von seiner Reise abzuhalten.
2. 他国で起こるかもしれないさまざまな不幸の想像　Ist eine Vorstellung unterschiedlicher Casuum, die ihm in der Fremde könnten vorfallen.
3. 友人一同の嘆き　(Adagiosissimo) Ist ein allgemeines Lamento der Freunde.
4. 友人たちは（どうしようもないと知って）集まり、別れを告げる　Allhier kommen die Freunde (weil sie doch sehen, dass es anders nicht sein kann) und nehmen Abschied.
5. 郵便馬車の御者のアリア　Aria di Postiglione
6. 郵便ラッパを模したフーガ　Fuga all'imitatione di Posta[7]

第1曲冒頭

第3曲冒頭

第6曲冒頭